# داروینوپتروس
داروینوپتروس (نام علمی: Darwinopterus)، یک سرده از پتروسورهای مربوط به دورهٔ ژوراسیک میانی است که در چین کشف شده و به نام چارلز داروین نام‌گذاری شده‌است.